# Britta Söderqvist
Britta Söderqvist, född 1979, är en svensk museiman och sen februari 2025 överintendent för Statens museer för världskultur.
Söderqvist studerade vid Göteborgs universitet där hon först tog en fil mag i statsvetenskap och därefter läste det internationella masterprogrammet i museistudier. Hon har arbetet på Göteborgs stadsmuseum, som intendent på Sjöfartsmuseet Akvariet, Imperial War Museum i London. 2013 till 2016 var Söderqvist enhetschef för innehåll och lärande på Världskulturmuseet och mellan 2016 och januari 2025 avdelningschef för Göteborgs Stads museer och konsthallsverksamheter. Sedan 2019 har Söderqvist suttit som ledamot i Riksförbundet Sveriges museers styrelse.